# 川辺信雄
川辺信雄（川邉信雄、かわべ のぶお、1945年7月24日-　）は、日本の経営学者、経営史家。早稲田大学名誉教授。
広島県生まれ。1969年早稲田大学第一商学部卒業、1976年同大学院商学研究科単位取得満期退学。フルブライト奨学生としてオハイオ州立大学大学院に学び、1980年Ph.D.。1994年「セブン-イレブンの経営史 組織能力の逆転に関する事例研究」で早大商学博士。1982年広島大学総合科学部専任講師、84年助教授、1990年早稲田大学商学部助教授、1992年教授、2011年名誉教授、文京学院大学・文京学院短期大学学長。2021年、瑞宝中綬章受章。

## 著書
- 『総合商社の研究 戦前三菱商事の在米活動』実教出版 1982
- 『セブン-イレブンの経営史 日米企業・経営力の逆転』有斐閣 1994
- 『新版 セブン-イレブンの経営史 日本型情報企業への挑戦』有斐閣　2003
- 『タイトヨタの経営史 海外子会社の自立と途上国産業の自立』有斐閣 2011
- 『東日本大震災とコンビニ 便利さ(コンビニエンス)を問い直す』早稲田大学出版部〈早稲田大学ブックレット「震災後」に考える〉シリーズ 2011
- 『戦前三菱商事の在米活動 総合商社の研究』文生書院 2012(復刊)
- 『「国民食」から「世界食」へ: 日系即席麺メーカーの国際展開』文眞堂 2017

### 共編著
- 『アメリカの経済 世界をリードする原動力』原輝史共編 早稲田大学出版部 1994
- 『日本の成長戦略』嶋村紘輝,山本哲三共編著 中央経済社 2012

### 翻訳
- ブラックフォード, カー『アメリカ経営史』監訳 ミネルヴァ書房 1988
- アルフレッド・チャンドラーJr.『スケール・アンド・スコープ』共訳 有斐閣 1993
- M.G.ブラックフォード『アメリカ中小企業経営史』文真堂 1996
- ジェフリー・ジョーンズ『国際ビジネスの進化』共訳 有斐閣 1998
- スーザン・ストラッサー『欲望を生み出す社会 アメリカ大量消費社会の成立史』東洋経済新報社 2011

## 論文
- <川辺信雄